# 야다 코지
야다 코지(일본어: 矢田 耕司 やだ こうじ[*], 1933년 4월 15일 ~ 2014년 5월 1일)는 일본의 남성 성우. 아오니 프로덕션 소속.

## 출연 작품
- 개구리 중사 케로로 - 지라라
- 게게게의 키타로 - 피이
- 겟타로보 - 오오가라시 몬지, 대마신 유라, 진 다이조
- 겟타로보G - 오오가라시 몬지, 구라 박사, 철갑귀
- 마징가Z - 나레이션, 광자력 연구소 연구원, 철가면 군단, 모리모리 박사, 피그맨 자작
- 그레이트 마징가 - 나레이션, 과학요새연구소 연구원, 마어장군 앙골라스, 무챠
- 대공마룡 가이킹 - 벰, 야마나카 대위, 스네이커
- 데드 오어 얼라이브 시리즈 - 라이도우
- 드래곤볼 - 게로 박사
- 드래곤볼 - 세상에서 제일 강한 자! - 닥터 코친
- 디지몬 크로스워즈 - 데커드라몬
- 북두의 권 - 카넬
- 세인트 세이야 - 라이브라 도코 (늙은시절)
- 아쿠마이저 3 - 이블
- 우리는 만화가 토키와 장 이야기 - 소노야마 슌지
- 원피스 - 제프
- 은하영웅전설 - 세바스티안 폰 뮈젤
- 카츠마타 토모하루 삼국지 - 왕윤, 허소, 황개, 황충
- 죠죠의 기묘한 모험 팬텀 블러드 - 다리오 브란도
- 페르소나 3 드라마 CD Vol.2 - 키타무라 분키치
- MAGIC KAITO - 1대 지이 코노스케
- 투신전 - 나기사 이와시로